# Човекът със звездите
„Човекът със звездите“ (на италиански: L'uomo delle stelle) е италиански филм от 1995 година, драма на режисьора Джузепе Торнаторе по негов сценарий в съавторство с Фабио Ринаудо.

## Сюжет
В центъра на сюжета е измамник, който пътува из Сицилия от началото на 50-те години на XX век и прави срещу заплащане фалшиви пробни снимки на местните жители – те му представят театрални откъси или разказват за себе си – докато неочаквано се привързва към умствено изостанало момиче, след което е разкрит от властите.

## В ролите
Главните роли се изпълняват от Серджо Кастелито, Тициана Лодато, Франко Скалдати.

## Награди и номинации
„Човекът със звездите“ е номиниран за „Оскар“ за чуждоезичен филм и за наградата „Златен лъв“.